# Désiré Ligon
Pour les articles homonymes, voir Ligon.
Désiré Ligon, (12 mars 1931 - 4 février 2018), est un ancien joueur belge de basket-ball.